# Бакстрессер, Маргарет
Маргарет Бакстрессер (англ. Margaret Baxtresser, в девичестве Бартел, англ. Barthel; 10 июня 1922, Детройт — 7 июня 2005, Акрон) — американская пианистка. Мать известной флейтистки Джин Бакстрессер.

## Биография
Дебютировала с Детройтским симфоническим оркестром в 13-летнем возрасте. В 1950 г. выиграла Наумбурговский конкурс молодых исполнителей. Концертировала в США, в 1966—1991 гг. преподавала фортепиано в Кентском университете (штат Огайо). В 1994 г. стала первым американским музыкантом, концертировавшим во Вьетнаме со времён Вьетнамской войны, и в последующее десятилетие в значительной степени посвятила себя поддержке Ханойской консерватории; завещала ей свою библиотеку.

### Личная жизнь
Была замужем за графом Бакстрессером, с которым вырастила двух сыновей, двух дочерей и двух приемных дочерей. Её старшая дочь — флейтистка Жанна Бакстрессер. 